# الأونوغر
الأونوغر هم جماعة من الأتراك البدو الأوراسيين الرحل الذين عاشوا في سهوب بونتيك - قزوين ومنطقة الفولغا بين القرنين الخامس والسابع ، وكانوا يتحدثون اللغة الأوغورية.